# Sinagoga de Savigliano
La sinagoga de Savigliano, actualmente en desuso, se encuentra en piazza Santorre di Santarosa en Savigliano .

## Historia
Tras la emancipación judía de 1848, la comunidad judía de Savigliano decidió construir una nueva sinagoga, ubicándola en la actual piazza Santorre di Santarosa en un edificio junto al antiguo teatro de la ciudad. El rápido declive demográfico de la comunidad con la emigración a los principales centros provocó el cierre del lugar de culto en el siglo XX. La sala de oración, que fue desmantelada, sirvió como imprenta.